# Alyssum curetum
Alyssum curetum là một loài thực vật có hoa trong họ Cải. Loài này được Gand. mô tả khoa học đầu tiên năm 1917.